# Leptopa filiformis
Leptopa filiformis är en tvåvingeart som beskrevs av Zetterstedt 1838. Leptopa filiformis ingår i släktet Leptopa och familjen kolvflugor. Arten är reproducerande i Sverige. Inga underarter finns listade i Catalogue of Life.